# Indicatif régional 361

Carte de l'État du Texas avec les territoires de ses indicatifs régionaux. L'indicatif régional 361 est en blanc.

L'indicatif régional 361 est l'un des multiples indicatifs téléphoniques régionaux de l'État du Texas aux États-Unis.
Cet indicatif dessert la région de Corpus Christi.
La carte ci-contre indique en blanc le territoire couvert par l'indicatif 361.
L'indicatif régional 361 fait partie du plan de numérotation nord-américain.

## Comtés desservis par l'indicatif
Aransas, Bee, Brooks, Calhoun, DeWitt, Duval, Fayette, Goliad, Jackson, Jim Hogg, Jim Wells, Kenedy, Kleberg, Lavaca, Live Oak, Matagorda, McMullen County, Nueces, Refugio, San Patricio, Victoria et Webb.

## Villes desservies par l'indicatif
Agua Dulce, Alfred, Alice, Aransas Pass, Armstrong, Austwell, Banquete, Bayside, Beeville, Ben Bolt, Benavides, Bentonville, Berclair, Bishop, Blessing, Bloomington, Bruni, Calliham, Casa Blanca, Chapman Ranch, Collegeport, Concepcion, Corpus Christi, Cuero, Dinero, Driscoll, Edna, Edroy, Elmaton, Encino, Falfurrias, Fannin, Flatonia, Francitas, Freer, Fulton, Ganado, George West, Goliad, Gregory, Hallettsville, Hebbronville, Hochheim, Inez, Ingleside, Kingsville, La Salle, La Ward, Lolita, Mathis, Mcfaddin, Meyersville, Midfield, Mineral, Mirando City, Moulton, Nordheim, Normanna, Nursery, Oakville, Odem, Oilton, Orange Grove, Palacios, Palito Blanco, Pawnee, Pernitas Point, Pettus, Placedo, Point Comfort, Port Aransas, Port Lavaca, Port O'Connor, Portland, Premont, Rancho Alegre, Rancho de la Parita, Realitos, Refugio, Riviera, Robstown, Rockport, San Diego, Sandia, Sarita, Seadrift, Shiner, Sinton, Skidmore, Springfield, Sublime, Sweet Home, Taft, Telferner, Thomaston, Three Rivers, Tilden, Tivoli, Tuleta, Tynan, Vanderbilt, Victoria, Weesatche, Woodsboro, Yoakum et Yorktown